# Cándido
Cándido, o El optimismo (título original en francés: Candide, ou l'Optimisme) es un cuento filosófico publicado por el filósofo ilustrado Voltaire en 1759. Voltaire nunca admitió abiertamente ser el autor de la controvertida novela, la cual está firmada con el seudónimo Monsieur le docteur Ralph (literalmente, el señor doctor Ralph). No obstante, fue muy claro desde el momento de su publicación que esta era una obra suya.
El cuento narra la historia de Cándido, un muchacho criado en un castillo de Westfalia, donde vive una vida edénica y toma lecciones de filosofía de su tutor Pangloss. Debido a que estas lecciones son fundadas en el optimismo leibniziano, Cándido crece adoctrinado pensando que vive en «el mejor de los mundos posibles». El cuento narra el final abrupto de su estilo de vida perfecto, seguido de su lenta y dolorosa desilusión ante las terribles calamidades que la narración le hará sufrir. 
El texto ridiculiza así las ideas filosóficas del optimismo de Leibniz, contrastando sus ideas de que vivimos en el mejor de los mundos posibles con catástrofes contemporáneas a la narración.
Al final de la narración, Cándido sienta cabeza ante una felicidad más modesta, pero más real que el ciego optimismo que había vivido en su castillo, cultivando su jardín y viviendo con su mujer.

## Ideas de la obra

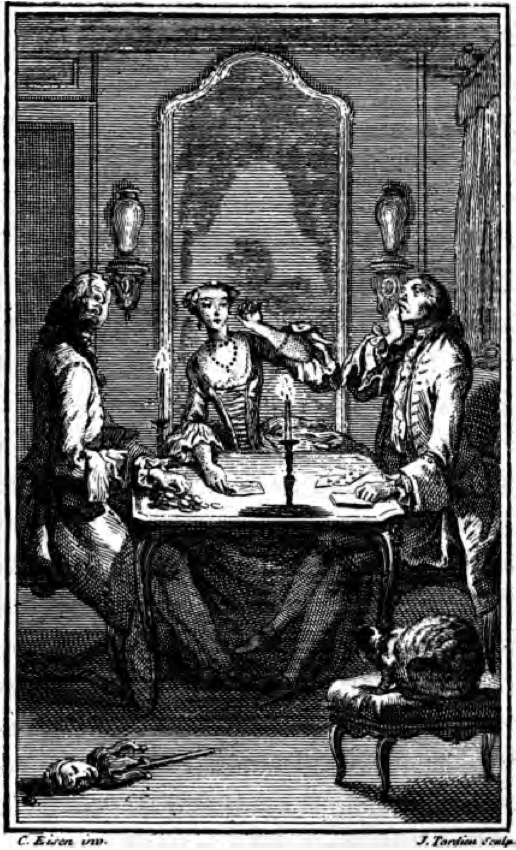
«La partida se jugaba a lo grande. Cándido se asombró de que los ases nunca le llegaran» (capítulo. XXII).

La obra narra, desde un punto de vista sardónico, las peripecias del protagonista Cándido en su primer encuentro con el precepto del optimismo leibniziano de que «todo sucede para bien en este, el mejor de los mundos posibles», y en una serie de aventuras subsecuentes que refutan de forma dramática el famoso precepto, a pesar de la obstinación con la que el personaje se aferra a este.
En el optimismo leibniziano, el mal existe en el mundo en pequeña proporción con respecto al bien. Además, en este precepto, todo sucede por una causa necesaria y todo mal es, no solo pequeño, sino necesario para el mundo de bien en que vivimos. Esta idea se inscribe en el principio de razón suficiente propuesto por Leibniz. Voltaire se opone a esta filosofía, en la que ve una tendencia al fatalismo y el estancamiento de la condición individual. 
De esta manera, en Cándido, Voltaire ataca directamente esta idea de Leibniz haciendo que su protagonista pase por una serie de desgracias extremas que van más allá de lo que parecería posible. Cada momento de felicidad o de optimismo es acompañado de terribles calamidades. Sin embargo, Cándido mantiene su optimismo que, conforme avanza la obra, parece más y más ingenuo e infundado. 
En el texto, Leibniz está representado por el filósofo Pangloss, tutor del protagonista. A pesar de observar y experimentar los infortunios interminables de la narración, Pangloss afirma repetidamente que «tout est au mieux» («todo sucede para bien») y que vive en «le meilleur des mondes possibles» («el mejor de los mundos posibles»). Voltaire simplifica y ridiculiza las ideas de Leibniz fuertemente en los discursos de este personaje. Por ejemplo, en el capítulo 4, Pangloss afirma que «los males particulares hacen el bien general; de manera que mientras más males particulares hay, mejor va todo». 
Igualmente, por medio de las desgracias que ocurren a los personajes, la obra es un muestrario de los horrores del mundo del siglo XVIII. Algunos de estos horrores mencionados en la obra son el terremoto de Lisboa de 1755 y el comienzo de la guerra de los Siete Años.

## Contexto histórico

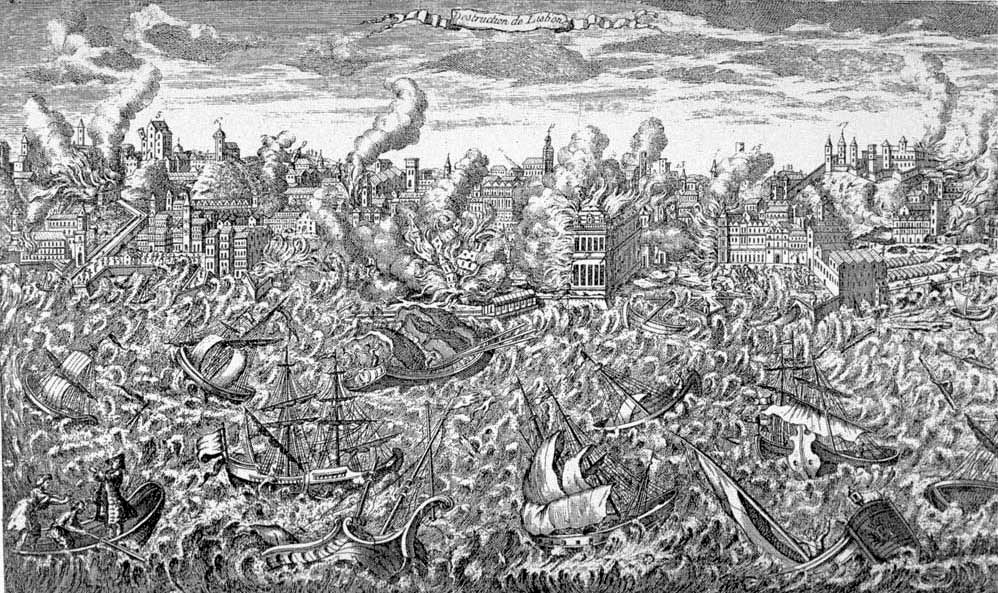
Grabado del terremoto de Lisboa de 1755

Cándido se inscribe en el contexto del Siglo de las Luces en Francia y aparece unos años después de la publicación de la Monadología de Leibniz, publicada en 1720, que defendía una interpretación optimista del mundo. La obra ataca esta filosofía leibniziana y menciona dos grandes catástrofes recientes que marcaron el siglo: el terremoto de Lisboa de 1755 y el comienzo de la guerra de los Siete Años en 1756. Ambas de estas desgracias son citadas comúnmente por investigadores como razones principales de la composición de la obra.
En 1755, el terremoto de Lisboa causó un tsunami y varios incendios en el Día de Todos los Santos. La coincidencia con la fecha del calendario cristiano tuvo un gran impacto sobre los teólogos de la época. El evento a su vez desilusionó profundamente a Voltaire y provocó un sismo en la corriente filosófica contemporánea, regida por el optimismo de Leibniz. Las descripciones y crónicas del terremoto volvían una tarea casi imposible explicar bajo una lente optimista los horrores de este desastre. Voltaire, por su parte, rechazaba los preceptos de Leibniz, convencido de que «el mejor de los mundos posibles» seguramente sería mejor que este.  
Voltaire entonces se empeña en defender esta posición y escribe el Poema sobre el Desastre de Lisboa en 1756 y, tres años más tarde, Cándido. En ambos, Voltaire ataca la concepción optimista del mundo con su famoso estilo sarcástico e irónico. Después de la publicación del Poema sobre el Desastre de Lisboa, Voltaire lo envía a Jean-Jacques Rousseau. Este le responde con una carta en la que busca justificar la Divina Providencia. Rousseau, en sus Confesiones, sugiere que este cuento filosófico sería la respuesta a su carta que Voltaire le prometió y que nunca envió.
El año anterior a la aparición de la obra, Voltaire participaba en la redacción de la Enciclopedia de Diderot y D'Alembert, proyecto central de la Ilustración. Sin embargo, debido a la revocación de su privilegio real, este proyecto se detiene. Así, Voltaire encuentra, a través de Cándido, una manera de continuar la transmisión ideológica de la Ilustración. Este objetivo sería completamente alcanzado, pues, a diferencia de la Enciclopedia –destinada a una élite cultivada y próspera–, esta obra alcanzó toda la población literaria de Francia.

## Voltaire y Cándido
François Marie Arouet, también conocido como Voltaire, escribe en esta obra el curso de su vida. Por razones obvias, no es una autobiografía. Sin embargo, si se analiza la evolución psicológica del héroe Cándido y se compara con la evolución de su autor, se puede concluir que este último refleja en el libro su carrera como filósofo, desde Mondain, que fue su primera obra, en la que hace gala de bastante optimismo, hasta Cándido, su última obra, donde demuestra su pesimismo moderado[cita requerida]. Este pesimismo se basa en la tesis de Voltaire Il faut cultiver notre jardin (Hay que cultivar nuestro jardín.) Con esto se refiere a que el mundo tal cual nunca cambiará, y que es imposible cambiarlo, pero si nos preocupamos de lo que nos rodea más íntimamente, podemos hacer por lo menos nuestra vida más próspera.

## Personajes
- Cándido, el protagonista
- Cunegunda, la amada de Cándido
- Dr. Pangloss, tutor de Cándido
- Cacambo, criado de Cándido
- Martín, compañero de viaje de Cándido
- Paquette, camarera en el castillo de la familia de Cunegunda
- El hermano de Cunegunda (Barón de Thunder-ten-tronckh)
- La vieja: mandada de Cunegunda para salvar a Cándido
- Barón, dueño del castillo
- Baronesa
- Santiago, el personaje que ayuda a Cándido cuando es echado del castillo.
- Fray Alhelí
- El señor Pococurante, noble veneciano.

## Curiosidades
1. Cándido hace una referencia al ficticio papa Urbano X como padre de un personaje. De acuerdo a una nota que apareció por primera vez en una edición de 1829, Voltaire obró con «extrema discreción» al adjudicar una hija ilegítima a un papa ficticio en lugar de a uno real. El último pontífice con el nombre Urbano fue el papa Urbano VIII.[3]
2. Se trata del libro que está leyendo Liz Taylor/ Nick Pryor (personaje interpretado por Denis O'Hare) en el episodio 5 de la temporada 5 de American Horror Story: Hotel.
3. "En un gesto profético de esos caros al género, el protagonista de Candide arriba en el siglo XVIII a Buenos Aires –que ya sonaba distópica al oído europeo–, para ser perseguido por razones políticas." [4]

## Galería

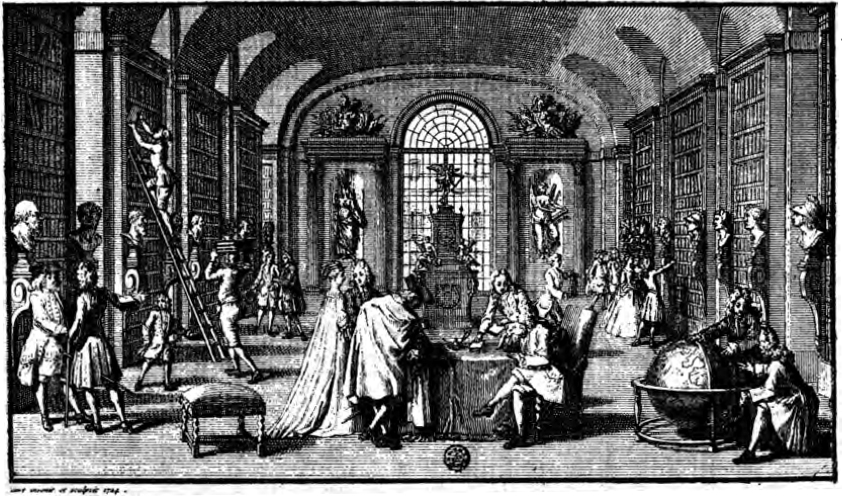
"Después de una cena excelente, nos dirigimos a la biblioteca".
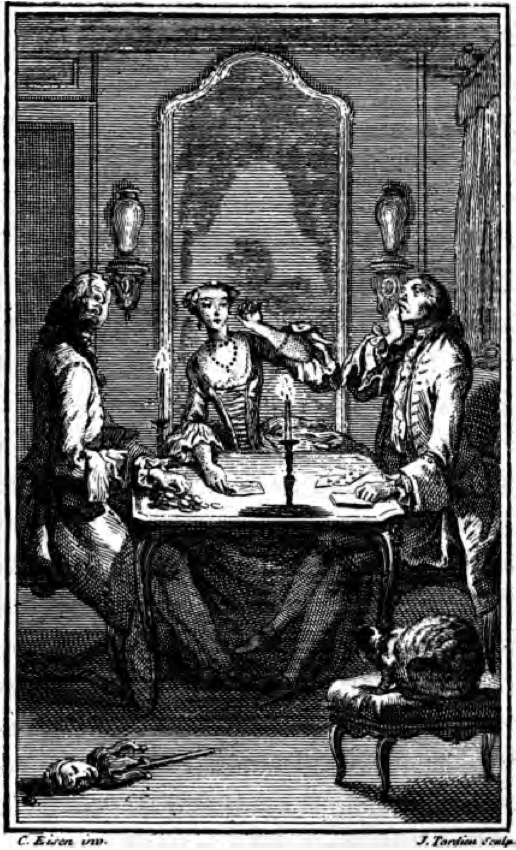
Juego de cartas.
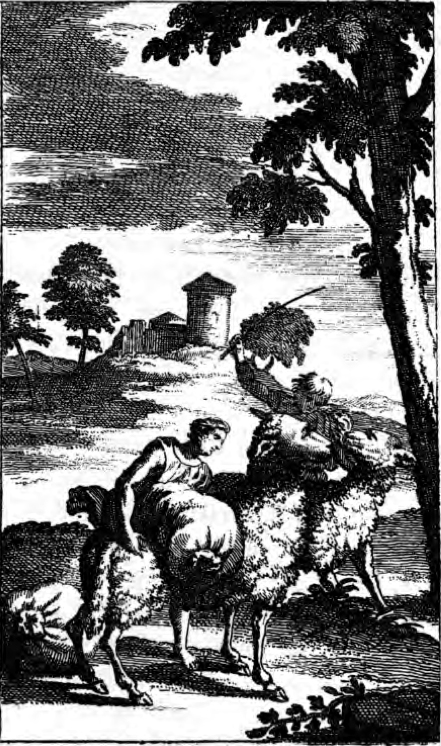
Los borregos de El Dorado.
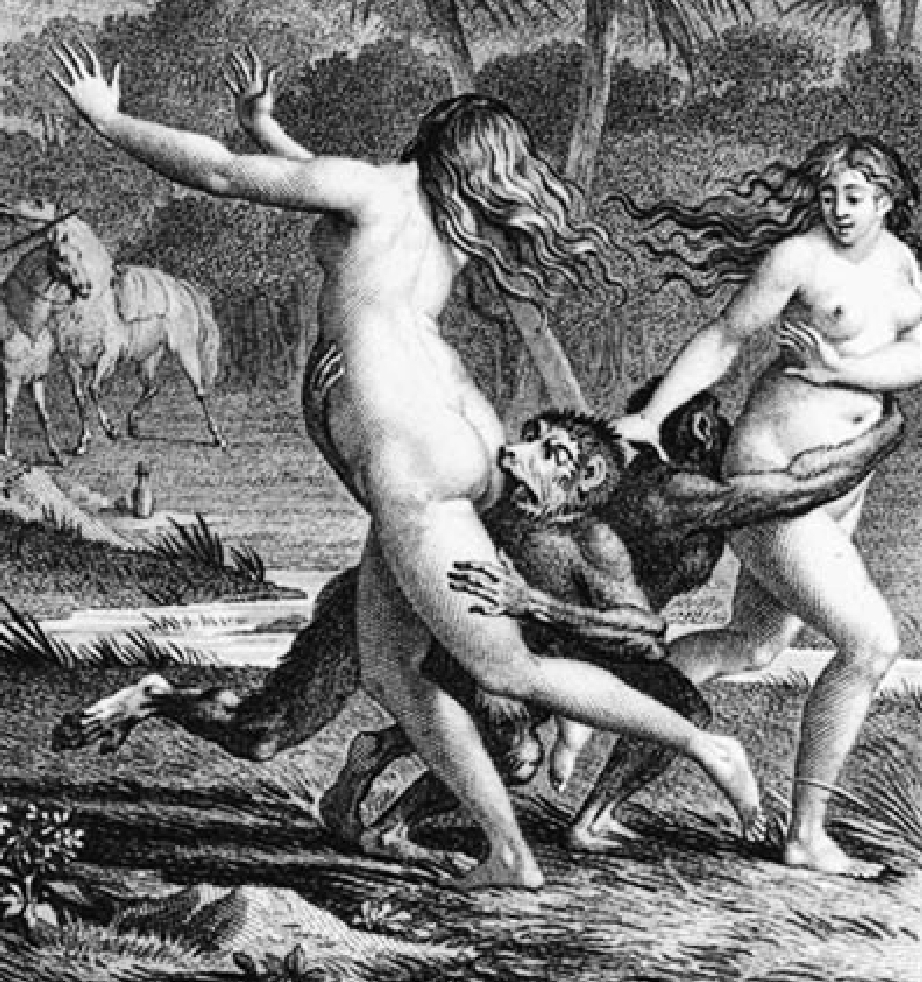
Ilustración de 1803: Los simios retozan con sus amantes.